# Grande-Anse (Les Saintes)
Pour les articles homonymes, voir Grande-Anse.
Grande-Anse est situé dans l'archipel des îles des Saintes dans les Caraïbes, c'est un village de Terre-de-Haut et est situé dans la partie orientale de l'île. Le cimetière et l'aéroport de Terre-de-Haut sont situés sur ce même village.Le service d'incendie est à l'intérieur de la zone de l'aéroport. C'est aussi la plus grande plage de Terre-de-Haut. De nombreux chalets en location sont présents à Grande-Anse.

## À voir
- Plage Grande-Anse : Une longue plage de sable doré, agitée de par son emplacement exposé aux alizés. Il est fréquenté par les surfeurs.
- Le cimetière est un cimetière catholique avec des tombes blanches et un crucifix noir. Des coquilles de conques décorent certaines des tombes.